# Фрімонт (округ Стубен, Нью-Йорк)
Фрімонт (англ. Fremont) — місто (англ. town) в США, в окрузі Стубен штату Нью-Йорк. Населення — 894 особи (2020).

## Демографія
Згідно з переписом 2010 року, у місті мешкало 1008 осіб у 411 домогосподарстві у складі 287 родин. Було 483 помешкання
Расовий склад населення:
| - 97,3 % — білих - 0,3 % — чорних або афроамериканців - 0,1 % — азіатів |

До двох чи більше рас належало 1,4 %. Частка іспаномовних становила 2,5 % від усіх жителів.
За віковим діапазоном населення розподілялося таким чином: 20,4 % — особи молодші 18 років, 63,5 % — особи у віці 18—64 років, 16,1 % — особи у віці 65 років та старші. Медіана віку мешканця становила 44,2 року. На 100 осіб жіночої статі у місті припадало 104,0 чоловіків;  на 100 жінок у віці від 18 років та старших — 103,0 чоловіків також старших 18 років.
Середній дохід на одне домашнє господарство  становив 61 486 доларів США (медіана — 55 144), а середній дохід на одну сім'ю — 67 568 доларів (медіана — 57 917). Медіана доходів становила 35 417 доларів для чоловіків та 36 563 долари для жінок. За межею бідності перебувало 8,3 % осіб, у тому числі 8,5 % дітей у віці до 18 років та 3,2 % осіб у віці 65 років та старших.
Цивільне працевлаштоване населення становило 544 особи. Основні галузі зайнятості: освіта, охорона здоров'я та соціальна допомога — 31,6 %, сільське господарство, лісництво, риболовля — 15,1 %, виробництво — 11,0 %, роздрібна торгівля — 10,7 %.